# Calliphora sinensis
Calliphora sinensis este o specie de muște din genul Calliphora, familia Calliphoridae, descrisă de Ho în anul 1936. Conform Catalogue of Life specia Calliphora sinensis nu are subspecii cunoscute.